# Or natif
L'or natif est une espèce minérale naturelle, corps simple métallique, rare de formule chimique Au, correspondant principalement à l'élément chimique or noté Au. L'or appartient à la classe minéralogique des éléments natifs, en particulier il s'agit d'un métal natif. Ce métal précieux et noble peut être pur ou associé à d'autres métaux, comme l'argent, le cuivre, le palladium, le mercure, le fer...
Il se présente le plus communément en paillettes et micro-grains dans les veines hydrothermales primaires, par exemple insérés dans le quartz, ou disséminés dans les anciens dépôts sulfurés, y compris ceux des exhalaisons volcaniques ainsi que, de manière secondaire, dans les principaux placers fluviaux ou marins, ou gisements alluviaux actuels ou fossiles, dits aurifères. Ses principales impuretés sont l'argent, le cuivre et le fer.

## Historique de la description et de l'appellation
L'or natif, corps simple métal mou et très malléable, très dense et très peu abondant avec un clarke estimé à 0,01 ppm), est pourtant connu depuis la Préhistoire. Ce métal peut être travaillé avec une main ferme, des pierres et du bois. Un collier ou un bracelet d'apparat en or natif peut être réparé par son porteur.
Le mot français provient du mot latin neutre aurum, i. Il s'agit d'un terme polysémique. Il signifie en premier la matière minérale "or brut" ou "or fin", en second tous objets, ustensiles ou vaisselles d'or, en troisième l'or monnayé ou monnaie d'or (nummus aureus), enfin la richesse en général, notamment transposable en or ou en argent, comme dans l'expression montes auri, "montagnes d'or". Les termes roman, latin ou celte paraissent apparentés à l'ancienne langue indo-iranienne ou au sanskrit hari signifiant jaune, alors que les termes germaniques, l'allemand gold, le néerlandais gülden, l'anglais gold... proviennent de la racine *gelwa, "jaune brillant ou jaune d'or, jaune lumineux ou solaire (qualifiant notamment un métal)".
Des procédures de descriptions méticuleuses, à la suite des travaux classificateurs du minéralogiste suédois Wallerius, ont été mises en œuvre dans la minéralogie européenne du XVIIIe siècle. L'or natif pouvait alors être décrit par une nomenclature pointilleuse relative à la forme, la couleur ou à l'aspect. Ainsi l'or peut être :
- en régules dit or cristallisé (Aurum regulinum cristallisatum octaëdrum), à cristaux saillants de type octaédrique ou cubique agglutiné
- en régules dit or informe (Aurum informe regulinum, à cassure jaune et grenue pour les agrégats...) ce qui rappelle de rares et différents faciès cubiques, plus ou moins détritiques et plus ou moins déformés
- en cristaux alias Aurum nativum octaëdrum
- en lamelles, plaquettes, lames, plaques alias Aurum nativum lamellatum
- en poudre ou pulvérulent alias Aurum nativum pulverulentum
- en granules ou grains alias Aurum nativum granulatum
- en paillettes alias Aurum nativum paleatum
- en filaments ou capillaires alias Aurum nativum filamentosum
- ramuleux ou diversement arborescent, en végétation alias Aurum nativum vegetatum
- en masse c'est-à-dire en solide cohérent alias Aurum nativum solidum[4]

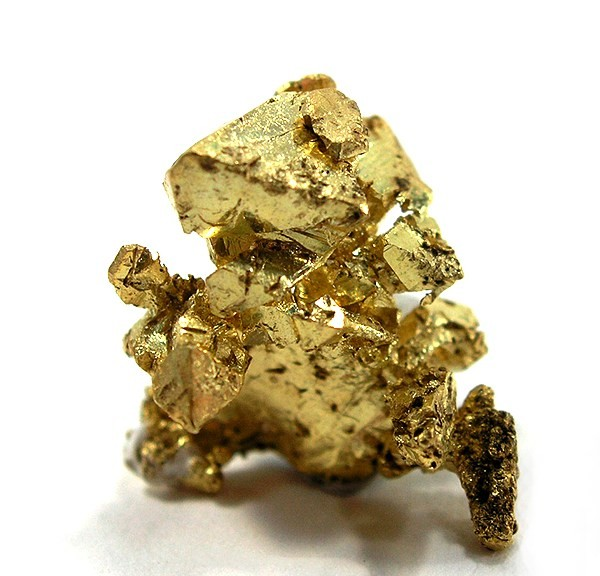
Or natif à cristaux octaédriques bien formés et aigus presque demi-centimétriques, Mine Colorado, district Whitlock, comté Mariposa, Californie.

Le géotype n'est pas définissable, car les gisements et surtout la connaissance de cette espèce sont anciens, pour ne pas dire connus depuis l'Antiquité la plus lointaine. Toutefois deux topotypes sont reconnus à titre indicatif en Amérique du Nord par l'IMA ou association internationale de minéralogie sont représentés par les mines et placers du champ minier des montagnes de la Sierra Nevada, mais aussi de Nome en Alaska aux États-Unis.
L'eau charriant des alluvions aurifères peut être déplacée sur une surface plus ou moins étendue et inclinée, cela permet par lixiviation de séparer les grains ou particules d'or, plus denses que les autres alluvions. C'est ce que fait à échelle humaine par le maniement de sa bâtée l'orpailleur expérimenté...
La couleur de l'or natif très pur est jaune d'or profond. Mais cette couleur de base devient plus ou moins vive selon les impuretés.
L'or rouge ou orangé contient déjà des traces significatives de cuivre. Les variétés pâles, comme l'or blanc naturel contiennent des traces significatives soit séparément d'argent, de platine, de zinc ou de nickel, soit en partie ensemble ou en totalité. Ces alliages ont un effet durcissant connu également depuis l'Antiquité.

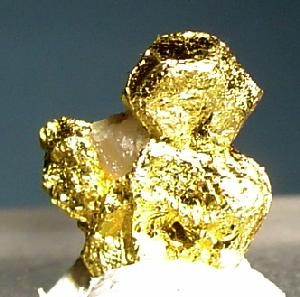
Cristal cubo-octaédrique étroit de 5 mm posé comme une tête sur or et quartz, partie grossie d'une pièce centimétrique extraite de Meekatharra, Australie Occidentale.

Les alliages d'or argentifère tendent à être plus clairs. L'électrum, qui est une dénomination d'une variété d'or natif à partir d'un minimum de 20 % en masse, en moyenne 38 %, est jaune pâle argenté.
Les amalgames formés naturellement par l'or avec le mercure sont tenaces à froid, mais facilement dissociables à la chaleur.
Il existe différents alliages naturels, comme l'or cuprifère contenant environ 20 % de Cu, ou encore la porpézite ou perpézite à 5 à 10 % de Pd.

## Cristallographie et cristallochimie

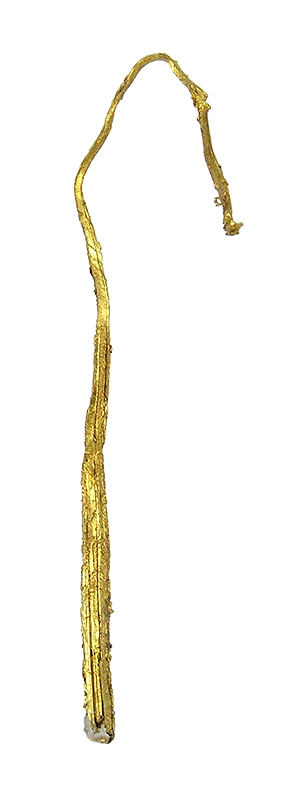
Fil d'or tenace en forme de bougie ou de fouet de 5,7 cm de long, Comté Eldorado, Californie

La maille de son système cristallin est cubique à faces centrées. Les cristaux observables bien formés sont très rares. Ils sont cubiques et surtout le plus souvent octaédriques (octaèdres réguliers), parfois dodécaédriques. Il existe encore des petits cristaux dendritiques.
Il existe aussi des formes massives, granulaires, tabulaires (plaques et plaquettes) ou fibreuses, soit en inclusion dans la roche filonienne, soit en dispersion de taille variable après désagrégation, altération et érosion de la matière rocheuse. Il existe ainsi des lamelles planes, parfois plus rarement des fils et des feuilles, par exemple avec zones d'accroissements triangulaires. Ces agencements peuvent engendrer au niveau macroscopique des agrégats dentritiques, des formes arborescentes, squelettiformes plus ou moins planes, fréquentes : elles expliquent souvent la continuité des filons aurifères. Les structures purement filiformes, en cheveux d'ange, sont plus rares.

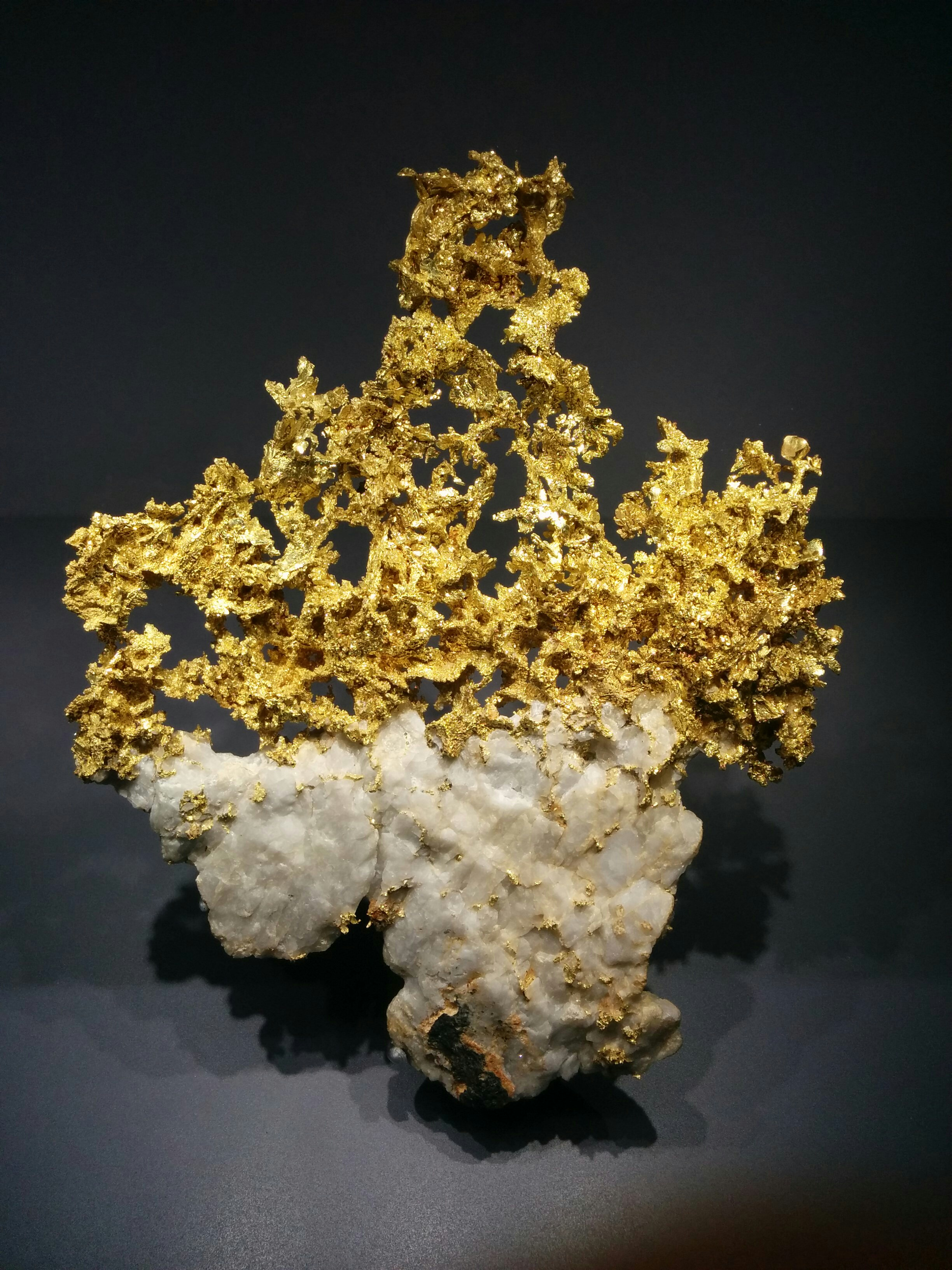
Or natif dendritique reposant sur sa gangue de quartz, échantillon d'or de Californie à la galerie de Minéralogie et de Géologie du Muséum national d'histoire naturelle, à Paris.

Le minéral fait partie du groupe du cuivre, rassemblant des éléments natifs métalliques de même groupe de symétrie. Ce groupe du cuivre ou de l'or se limite souvent pour les anciens minéralogistes au cuivre natif Cu, à l'or natif Au, au plomb natif Pb, à la maldonite Au2Bi (bismuthure d'or), et à l'argent natif Ag.
Mais il s'agit précisément de l'or, l'argent, le cuivre, le plomb Pb, l'aluminium selon la classification de Dana ou de l'aluminium, du cuivre, du plomb, de l'or, du nickel et de l'argent dans la classification de Strunz.

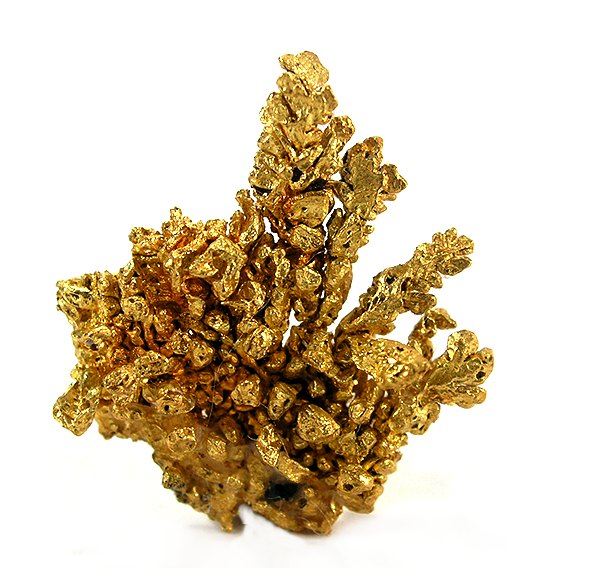
Or natif dendritique en petit arbre de Noël, origine californienne. Taille 1.7 x 1.6 x 0.3 cm

Il forme des séries ou solutions solides continues de l'or avec l'argent et le palladium.

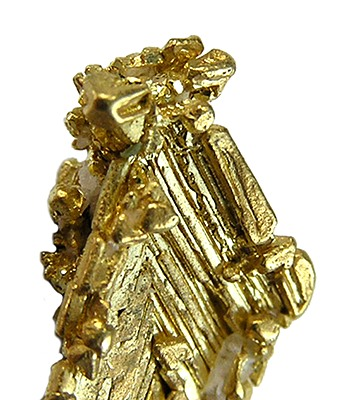
Or natif de forme réticulé de taille centimétrique, Papouasie-Nouvelle-Guinée, collection Bill Forest

## Propriétés physiques et chimiques, toxicologie
Ce métal jaune, remarquablement stable, quasi-inaltérable dans les principaux produits chimiques, est noble et dense. La couleur est plus ou moins vive selon les impuretés. La couleur jaune d'or est d'ailleurs définie par ce métal naturel. L'or fibreux est rare et magnifique.
Chauffé au rouge vif au-delà de 1 062 °C sous le chalumeau, il fond facilement en produisant de petites billes brillantes.
Il s'agit d'un métal très malléable et très ductile, bon conducteur de la chaleur et de l'électricité. Le pouvoir réflecteur est élevé surtout dans le spectre proche du rouge, il s'approche alors de la réflectance lumineuse de l'argent natif. Il montre un pouvoir réflecteur encore plus élevé dans l'infrarouge.

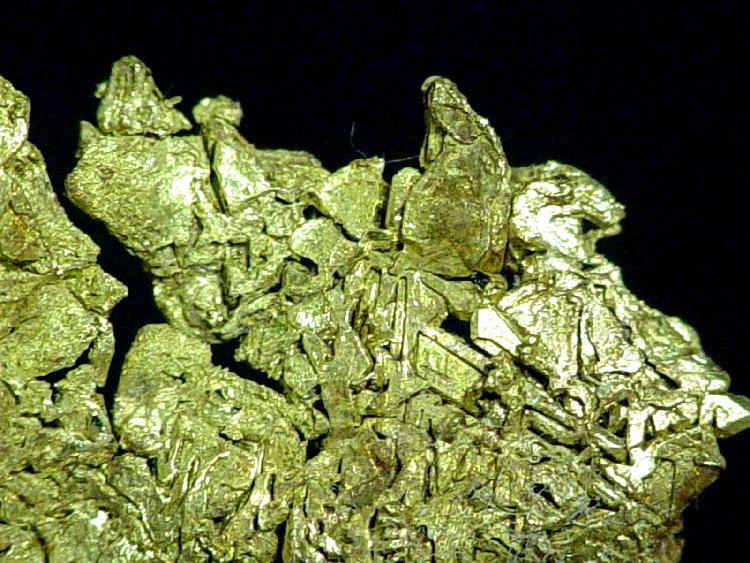
Placage d'or natif en couches denses et espacées de cristaux, l'éclairage latéral génère déjà une lueur verdâtre. Roşia Montanã, Verespatak, région transylvaine d'Alba, Roumanie.

L'or est légèrement moins mou que le plomb. Il montre une grande résistance à la corrosion. Il conserve bien et sa couleur et son éclat. Il ne ternit pas à l'eau et à l'air. Le mythe de son inaltérabilité peut être mis en doute, quand de simples bactéries digèrent l'or.
Des feuilles très minces peuvent être obtenues par un martelage rudimentaire. De très longs fils peuvent être obtenus par tréfilage. À la coupe la matière est véritablement infime au point qu'il est possible d'observer de la lumière (essentiellement bleue et verte) par transmission. En général, les fines lames minces d'or laissent passer une lumière verdâtre. L'épaisseur peut facilement atteindre 0,000 65 mm. Une once d'or fin ou 31,103 47 g peut être étiré à plus de 50 miles anglo-saxons ou 80 km. Un gramme d'or peut être étiré en un fin fil de 3 km ou aplati à une épaisseur régulière 1/15 μm  pour constituer une feuille d'un mètre carré de surface.
Du fait de son déficit relatif en électron de valence (mer de Fermi sans marée attractive) et de l'existence généralisée d'orbitales resserrées impliquant un fort potentiel d'ionisation, l'or corps simple métallique est assez inaltérable et surtout inerte à l'oxygène, reste une matière peu dure de couleur jaune éclatante, dense, molle et malléable (les plans atomiques peuvent aisément coulisser ou se déplacer du fait de l'adaptation et de la mobilité des rares électrons impliqués dans les liaisons de valence).
Ce corps simple métal est insoluble dans les alcalis et les acides forts, à l'exception de l'eau régale.
Il réagit également par complexation avec les cyanures. Il s'amalgame facilement avec le mercure.

### Analyse, distinction
L'inaltérabilité aux acides forts permet de distinguer l'or des différents sulfures jaunes plus ou moins dorés, aux reflets métalliques trompeurs. Les minéraux assez semblables que sont la pyrite ("or des fous"), la chalcopyrite, la marcasite se distinguent par des traits généralement noirs, une densité moindre, une plus grande dureté, et surtout une quasi-absence de ductilité et de malléabilité (bien observable si l'or est pur, moins évident avec grains agglomérés avec granules d'impuretés dures et grossières).
Une observation attentive au niveau de la densité et des propriétés chimiques permet de distinguer l'or natif, en grains fins, lamelles ou paillettes, des lamelles de biotite altéré et jaunâtre, fréquentes dans les sables.
La détection chimique, par attaque chimique, peut être coûteuse et laborieuse. Les méthodes de caractérisations physiques sont plus pertinentes, par exemple par spectres d'émission UV ou par fluorescence X.
L'or natif de la plage de Porthcurnick en Cornouaille anglaise, récolté en grains ou paillettes, est composé à 99,6 % en masse d'or, de 0,1 % de cuivre et de 0,1 % d'argent, avec un reliquat par ordre d'importance de Fe, Pb, Ti, Sb, Hg, V, Bi, Mn, As, Sn, Zn, Pd, Pt, Cd...

### Toxicité
Les sels d'or sont toxiques. La plupart des composés de l'or, mis à part certains complexes, sont assez instables.

## Gîtologie, occurrences et gisements

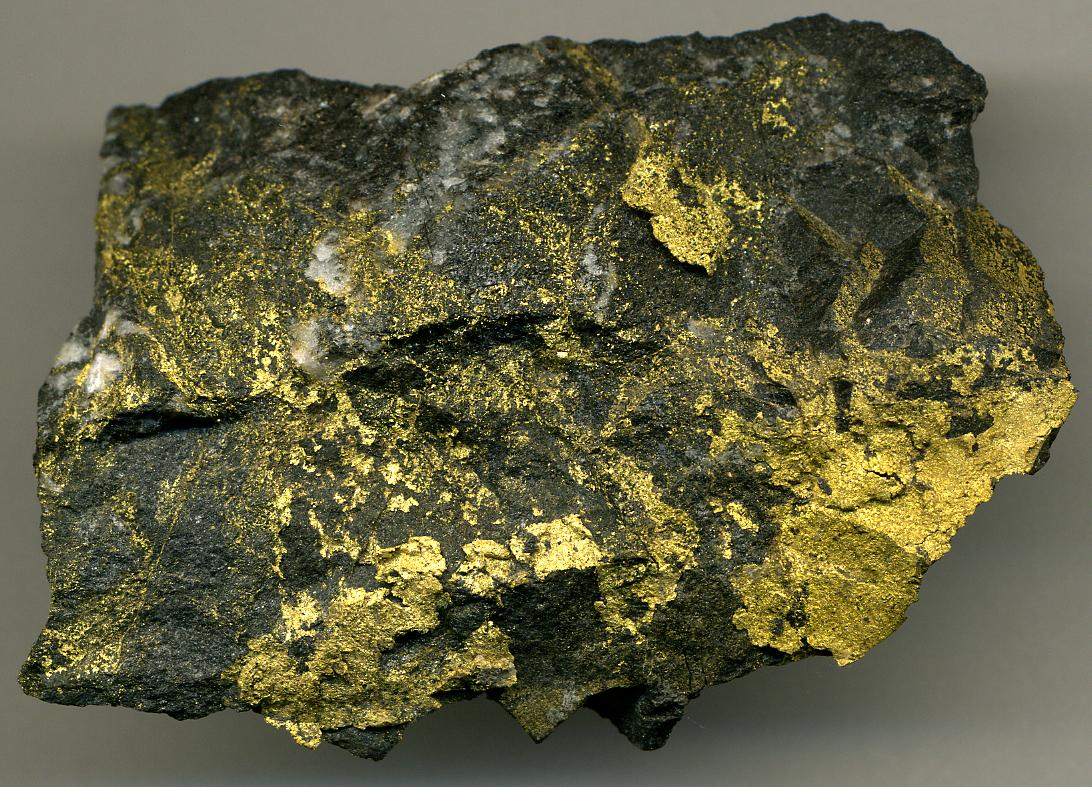
Or natif en incrustations et veinelettes jaunes dans des (méta)basaltes, en partie silicifiées à base de biotite et de carbonates altérés (silice quartzeuse en blanc-gris, basalte de 2,85 milliards d'années altéré mais noir). L'or se serait infiltré dans la roche chauffée et fracturée tout de suite après 0,14 et 0,22 million d'années en plusieurs séquences. Zone aurifère du Red Lake, au sud du lac Balmer, au nord-ouest de l'Ontario. Taille maximale de l'échantillon avoisinant 6,6 cm.

Il apparaît en premier lieu dans les veines hydrothermales primaires, ou dans les dépôts typiques de la formation de roches métamorphiques ou ignées, par exemple inséré ou disséminés dans les veines de quartz avec différents sulfures, par exemple dans les filons cupro-plombo-zincifères, ou dans les pegmatites. Il peut être associé à des skarns à proximité des lieux de métamorphisme de contact et aux dépôts hypothermaux, parfois dans les roches sédimentaires.
Dans la roche cristalline, en particulier le quartz, l'or peut être dispersé aléatoirement en fines particules microscopiques. Les grains d'or peuvent aussi être de plus grande taille, dans les filons hydrothermaux ou les veines de quartz. Dans les gisements hydrothermaux dit "montants" et "de haute température", par exemple avec la pyrite aurifère et autres dépôts de sulfures, séléniures et tellurures, ou avec les quartz des roches éruptives, l'or s'agence en paillettes surtout dans les zones de cémentation.
En second lieu primaire, il est caractéristique des milieux volcaniques, dans les anciens dépôts sulfurés des exhalaisons volcaniques, chambres profondes ou éjections, voire fumerolles de surface. Il peut être présent en quantité notable dans les tufs volcaniques, avec la calcédoine et d'autres minerais de manganèse. La désagrégation des laves aurifères laisse des bonanzas à grande concentration d'or natif.

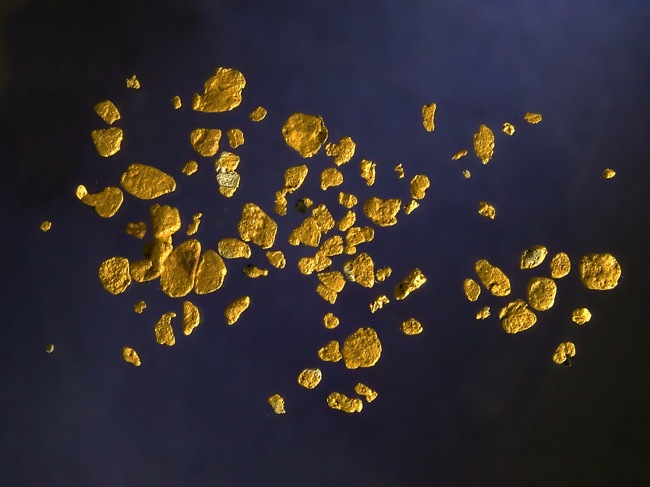
Or natif récolté sur les placers aurifères de la rivière Schwarza, affluent de la Saale en Thuringe.

De façon secondaire, comme tous les minéraux denses ou métaux lourds, il est typique des formations alluviales et dépôts éluviaux, consolidés ou non, fossiles (matrices de conglomérats), anciennes ou récentes, en particulier des placers exploités et aménagés. Il apparaît le plus souvent sous forme de flocons aplatis, paillettes ou lamelles, de grains roulés, arrondis ou aplatis, souvent très petits, de pépites. Ces pépites des sables des ruisseaux et des rivières contrairement à la légende sont rarement grosses. Les gros grains comme les pépites proviennent souvent des effets mécaniques suivant la concentration sédimentaire. Elles peuvent emprisonner des particules diverses, par exemple de menus grains de sable, de micas altérés, de pyrite, d'arsénopyrite, de pyrrhotine devenant un assemblage hétéroclite de forme biscornue, ce que les pépites artificielles, obtenues par technique de granulation, ne copient pas.

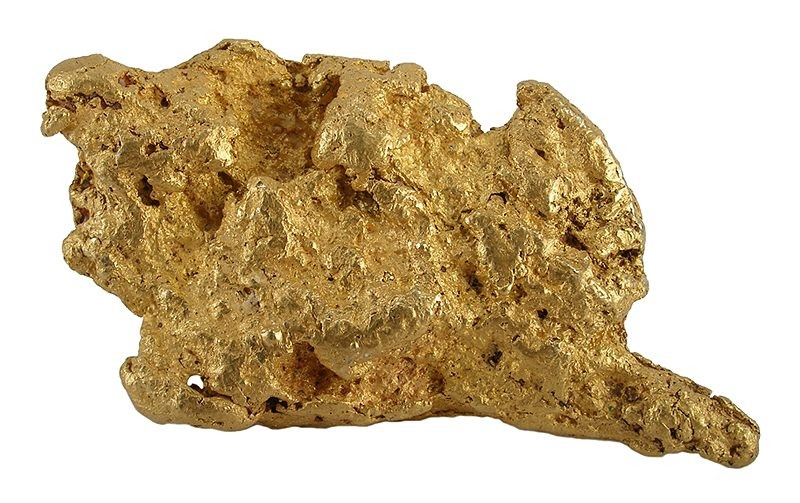
Pépite de 490 g allongée sur plus de 10 cm d'or natif terreux de Bendigo, Victoria, Australie. Taille 10.6 x 5.5 x 1.9 cm

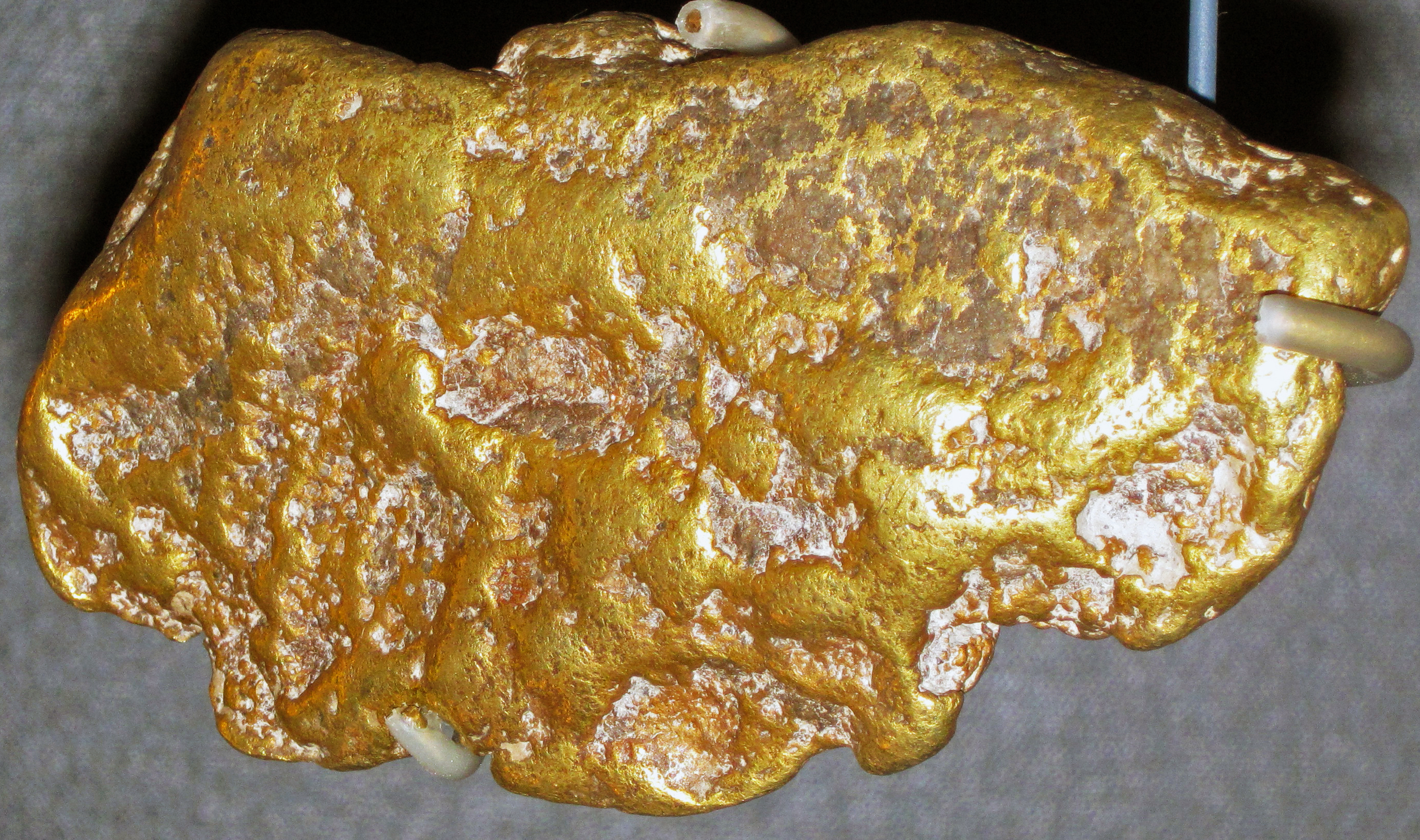
Pépite d'or natif ou galet dense et jaune de rivière collecté sur des placers, retenue par un crochet, au muséum Field de Chicago, dans l'état de l'Illinois (États-Unis).

Il existe néanmoins des blocs d'or natif, dénommés abusivement "grosse pépite" dans le langage de l'orpailleur, du fait de la possibilité d'agglomération de formes irrégulières, préalablement décrits, ou de l'assemblage exceptionnel de nodules. La "Welcome stranger" découverte en 1869 à Moliagul en Australie est un bloc de 70,7 kg. Mais elle pèse bien moins qu'un autre bloc d'or natif de 215 kg découvert en Australie.
Les gisements aurifères sont souvent dispersés. Mais les gisements sûrs de faible quantité, s'ils sont accessibles et exploitables, (re)deviennent parfois rapidement rentables selon les aléas du cours marchand de l'or.
Minéraux associés : métaux natifs comme l'argent, le cuivre, le palladium (perpézite), le mercure, le rhodium (rhodite) mais aussi quartz, tétradymite, pyrite, blende, mispickel, galène, arsénopyrite, pyrrhotite, limonite, chalcopyrite, autres minerais de cuivre, d'argent et de mercure, de plomb..., minéraux composés d'or petzite, calavérite, krennerite, nagyagite, sylvanite, autres séléniures et tellurures d'or, isomertiéite, arsénopalladinite, bornite, rucklidgeite, altaïte, scheelite, ankérite, tourmaline...

### Gisements relativement abondants ou caractéristiques

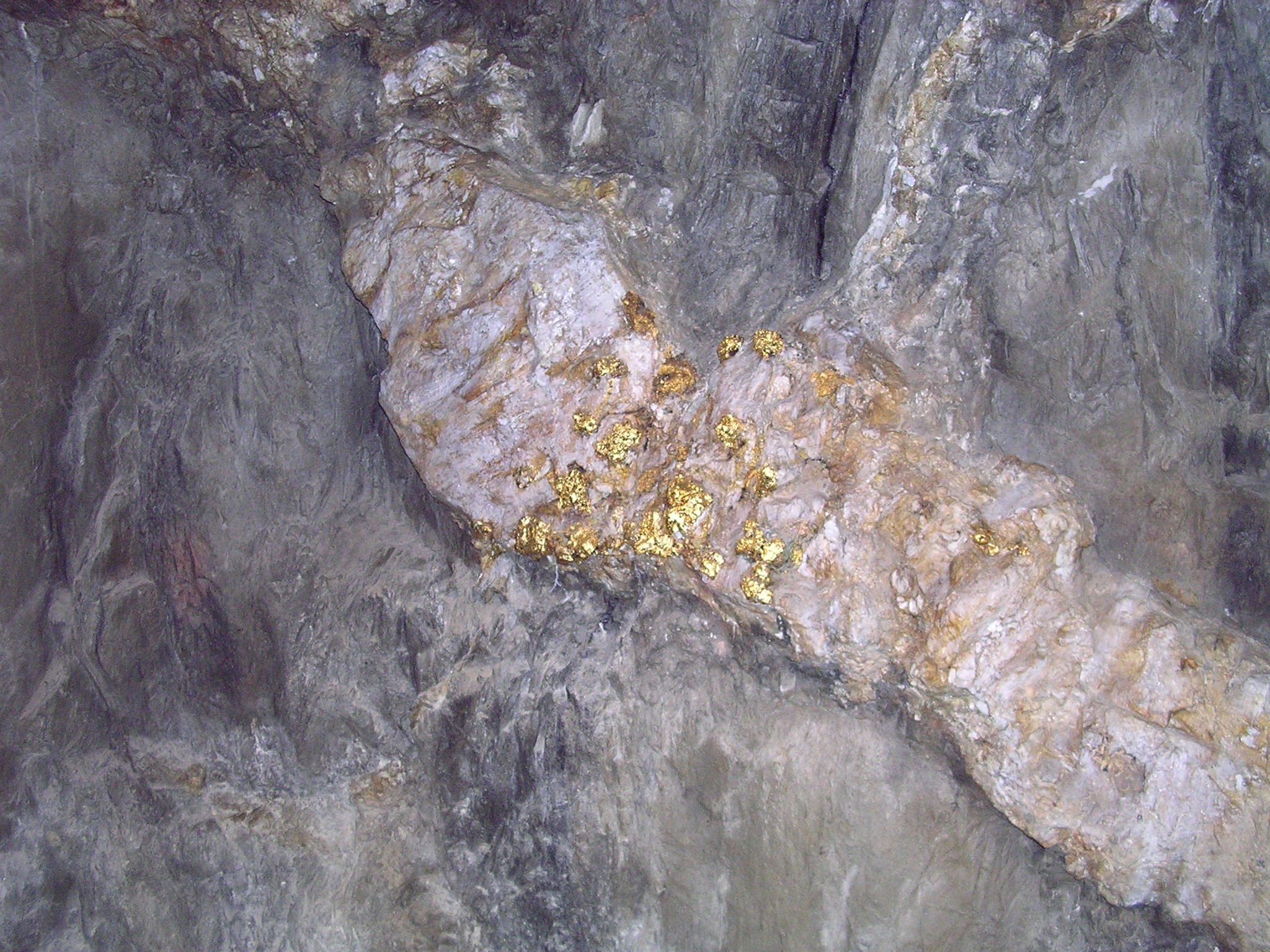
Ravine d'or dans l'État de Victoria, Australie

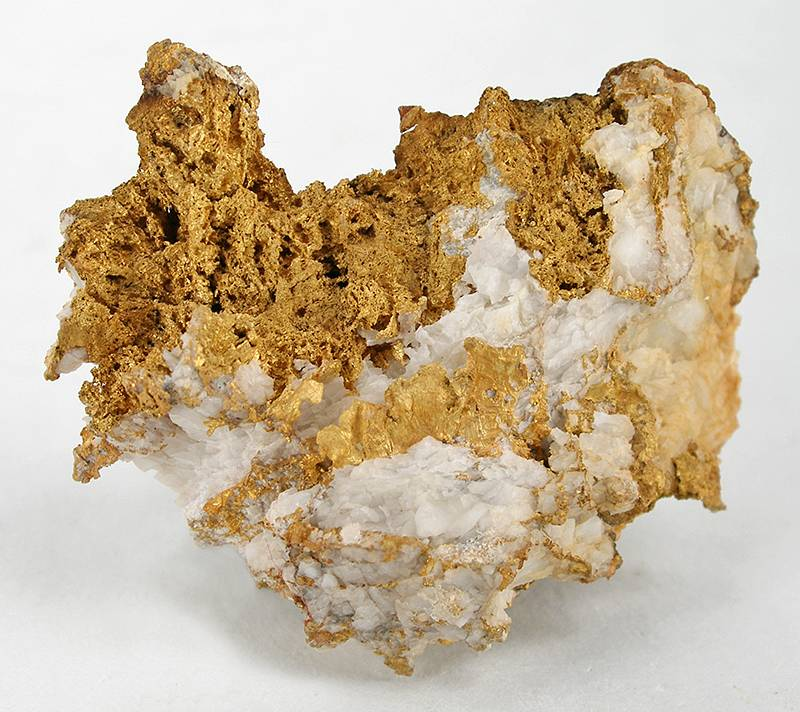
Or natif à structure granulaire fine et surtout feuilletée, Dafu, province Sichuan, Chine

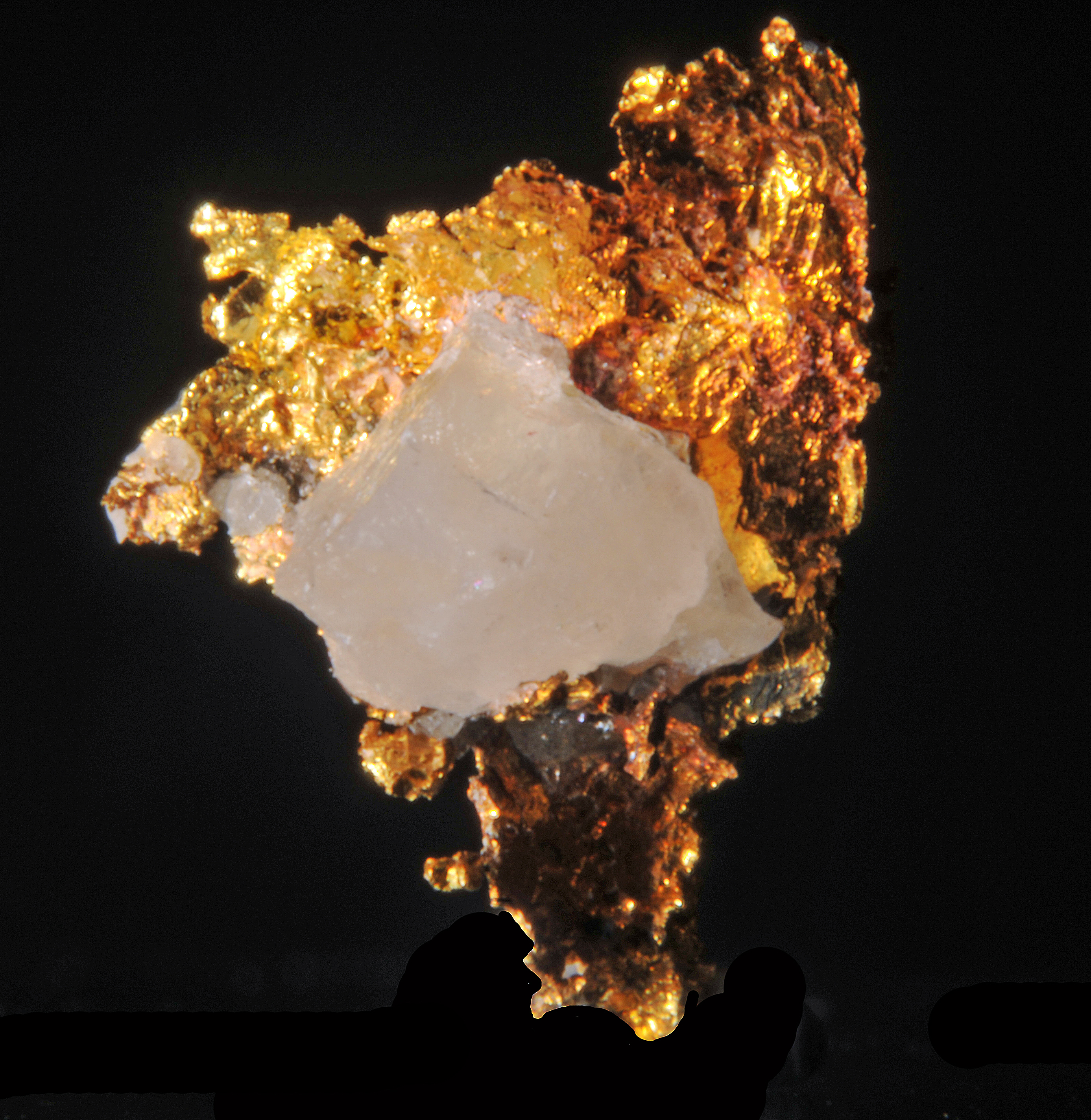
Or natif sur cristaux de quartz, mine Harvard du district de Jamestown, ceinture de la Mother Lode, comté Tuolumne, Californie

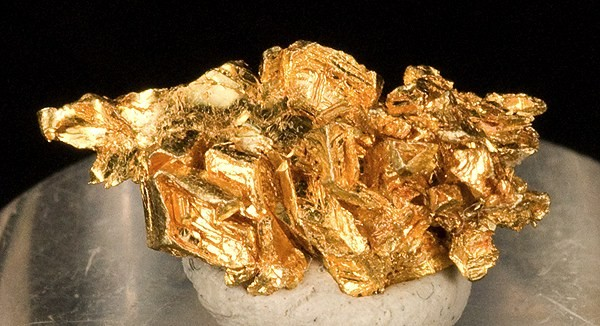
Or natif arborescent en octaèdres aplatis, mine de Round Mountain, comté Nye, Nevada. Taille centimétrique : 1.5 x 0.8 x 0.6 cm.

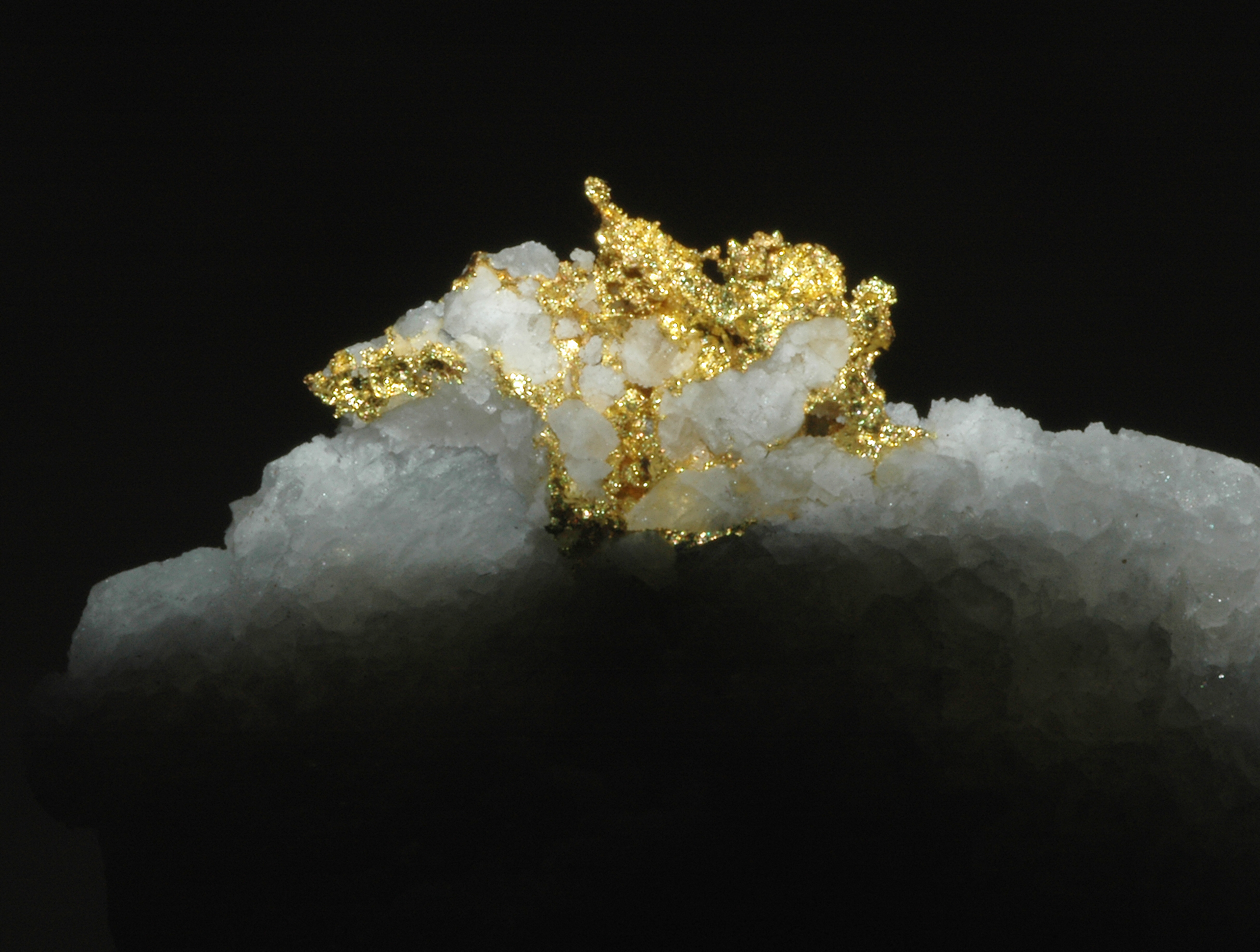
Or natif à la crête d'un amas cristallin de quartz, Italie

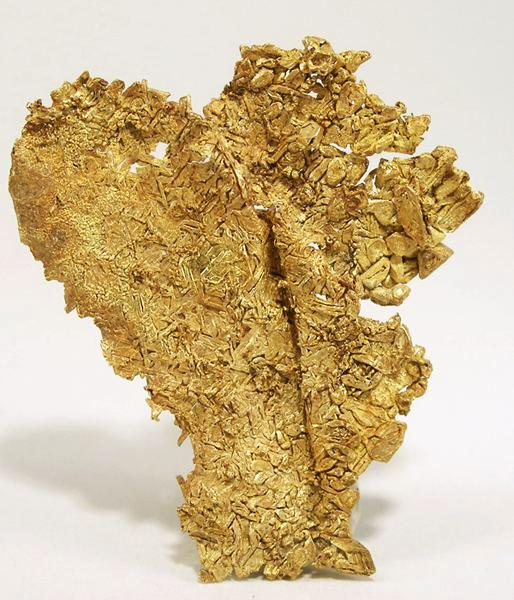
Placage d'or natif en couches denses de cristaux de Roşia Montanã, Verespatak ou Goldbach, région transylvaine d'Alba, Roumanie. Taille : 3.3 x 2.6 x 0.25 cm.

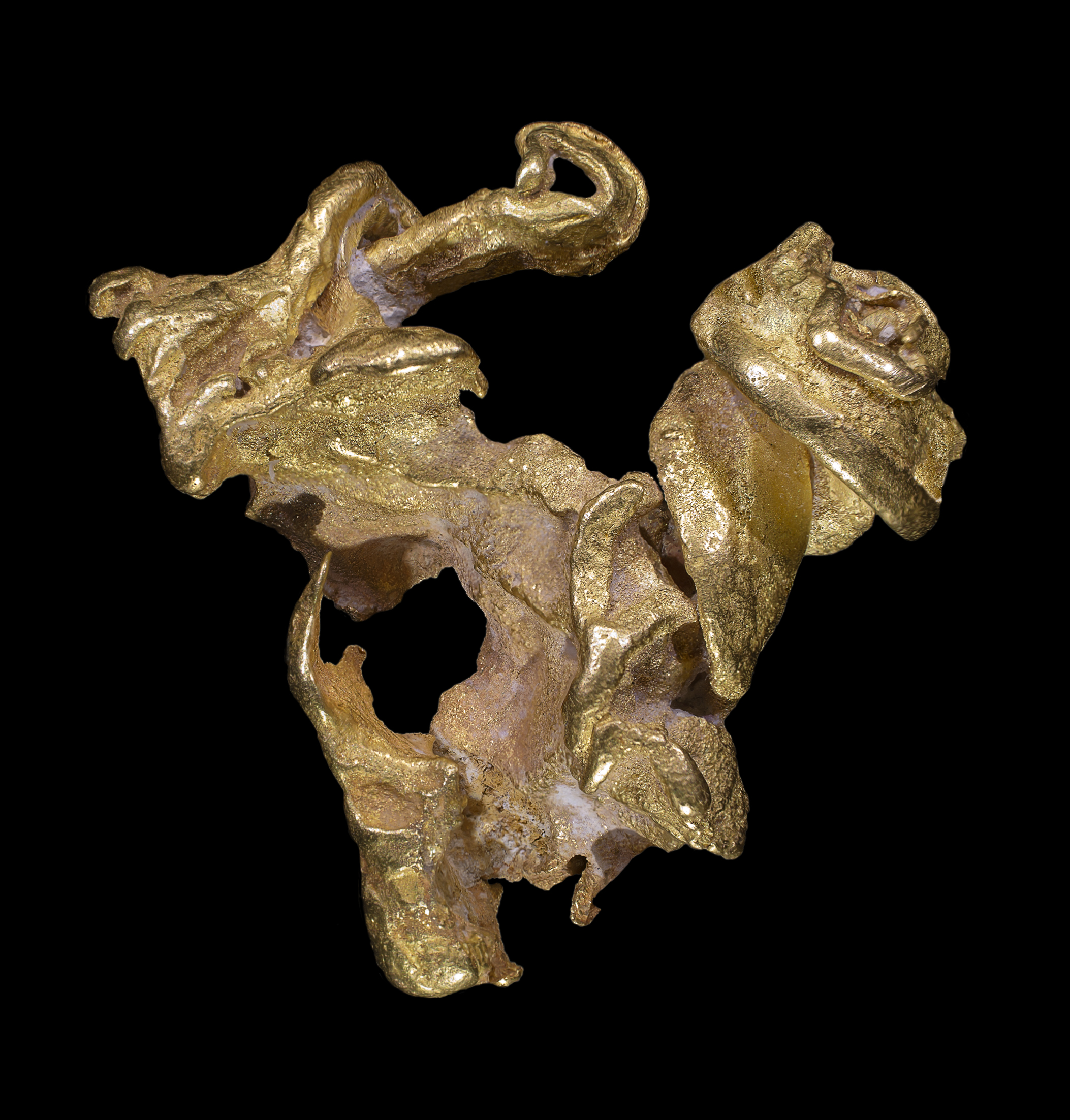
Or natif à forme tourmenté extrait de la mine Zapata, Santa Elena de Uairén, État de Bolivar au Venezuela, 3.46 x 3.12 x 1.79 cm

- Afrique du Sud

Witwatersrand "paléoplacer d'environ 3 milliard d'années", Transvaal
- Australie

Kalgoorlie, Australie occidentale (or natif avec mines de tellurures d'or et sur les placers)
Nouvelle-Galles-du-Sud
sur la rivière Palmer et à Gympie, Queensland
Bendigo, Ballarat et Matlock, Victoria (ruée vers l'or de 1847)
- Autriche

- Brésil

Itaituba ou Serra Pelada, État du Pará
- Canada

mine Porcupine et district Hemlo, district aurifère du lac rouge, Ontario
Dépôts sulfurés massifs du lac Snow, de Hanson et de Flin Flon, Manitoba et Saskatchewan
District minier de Dawson, Territoire du Yukon
- Chine
- Colombie
- Congo

- États-Unis

ceinture de la "Mother Lode" ou veine principale de la ruée historique, Sierra californienne
mine Dalmatia, mine du nid d'Aigle (Eagle’s Nest), comté Placer, mine Red Ledge, Comté Nevada, Californie
mine Breckenridge (or natif en fil et feuilles) dans le comté Summit, mines de Leadville, comté de Lake, Mine Dixie, comté de Clear Creek, Cripple Creek, comté Teller, Colorado
Mine Homestake à Lead, comté Lawrence, Dakota du Sud
Mine de la montagne ronde (Round Mountain Mine) dans le comté Nye, district de Olinghouse (or octaédrique et dentritique) dans le comté Washoe, Filon Comstock historique, Nevada
district minier de Juneau avec les placers sur ou près de la rivière Yukon, et autres districts de la péninsule Kenai, de Valdez Creek, de Hatcher Pass, de Caribou Creek et de Petersville, Alaska
- France

rivières pyrénéennes, Ariège
Mine de Salsigne, Aude
Châtelet, Cher
Lopérec, Finistère
rivières cévenoles, Gard
Anciennes terrasses de la Garonne, Haute-Garonne
Mine de la Gardette, Isère
Saint-Yrieix, Haute Loire
La Bellière, Montlimard, Maine-et-Loire
Mine de la Lucette, Mayenne
Embouchure ou lit du Blavet, Morbihan
Le Rouez, Sarthe
Laguepie, Gers... anciennes terrasses de la Garonne, Tarn-et-Garonne
Guyane
- Fidji

Mine Empereur, Viti Levu
- Grande Bretagne

Hope's Nose, Torquay, Devonshire, Angleterre
- Hongrie

Vorospatak ou Verespatak en Roumanie (or natif lamellaire)
Sables aurifères du Banat, région transfrontalière avec la Roumanie et la Serbie
- Inde
- Italie

Brusson, Val d'Aoste
- Mexique
- Nouvelle-Zélande
- Papouasie-Nouvelle-Guinée

Mine Porgera au mont Kare, province d'Enga
- Roumanie

Montagne Rosiana, Verespatak, Transylvanie
Sacarimb, Nagya
- Russie

Beresovsk, près de Iekaterinbourg (Sverdlovsk), dans l'Oural (pépites)
district minier de Miass
Rivière Léna, Sakha, Sibérie
Mine Norilsk dans les monts Putoran, région autonome du Taymyrskiy, Sibérie orientale
- Suède

Mine Björkdal, comté du Vasterbotten
- Suisse
- Venezuela

placers près de Santa Elena, région de la Grande rivière Savannah (or natif squelettique et dentritique), Bolivar
- Zimbabwe

### Localisation de l'or
D'une manière générale, les véritables montagnes sont des lieux aurifères potentiellement importants. Ainsi les Alpes, la chaîne des Rocheuses, la chaîne des Cascades, les Andes... Les grands fleuves qui en sortent ont de fortes probabilités d'être aurifères, ainsi le Rhin connu depuis l'Antiquité pour son or (paillettes de l'aureus rhenanus), le Rhône... ainsi l'Amazone et ses grands affluents...
Toutefois les racines d'anciens massifs, soulevées et érodées à nouveau par des effets tectoniques de longue durée, peuvent conserver un potentiel aurifère. Ainsi la Bretagne était un pays d'orpaillage, tout comme une grande partie du Massif central, bordés par les antiques Cévennes d'où s'écoulent la Cèze, les différents Gardons, au même titre que l'Oural.
L'or est aussi présent dans l'eau de mer, à l'état d'ions ou parfois d'or colloïdal très fin. Le service géologique des États-Unis ou USGS estime qu'un cinquième des ressources en or se trouve dans les principaux minerais de cuivre et d'argent, sous forme de composés minéraux complexes ou minoritairement de (micro)particules d'or natif. C'est par ce biais de récupération par procédés industriels secondaires (by-roducts) que les exploitations sont souvent les plus rentables et les plus productives.

## Usages
Un échantillon de roche incluant de l'or natif peut être objet et pièce de collection. La majeure partie de l'or commercial provient de l'exploitation des minerais aurifères ou de minerais divers où il est associé. L'or natif n'est nullement négligeable : c'est une source parfois importante d'or commercialisé...

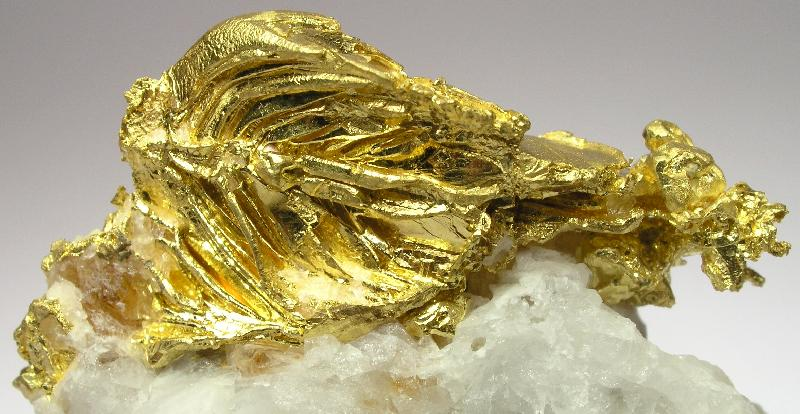
Or natif, pièce de collection habilement préparée et structurée symétriquement à partir d'un jumelage dit "en spinelle" d'un très gros cristal octaédrique original. Mine de l'oiseau moqueur Mockingbird Mine, ancien district de Whitlock, comté Mariposa en Californie. Taille minimale 4.0 x 3.7 x 3.3 cm

Son usage en bijouterie ou en joaillerie, voire dans l'art est très ancien et couvrait encore la moitié de la production mondiale non thésaurisée en 1990. Il s'agit d'un métal noble et précieux, parfait pour la création multiforme. Il peut servir comme fil dans la création textile ou au placage à la feuille, de petites pièces à des surfaces monumentales. 

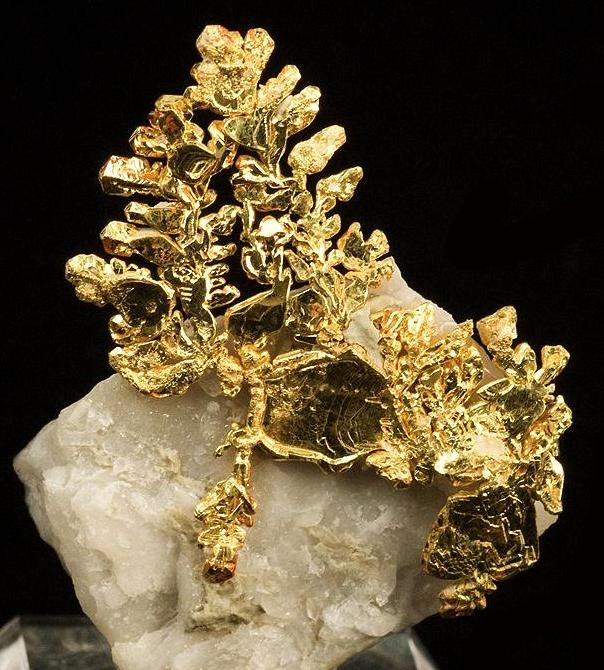
Or natif réticulé et arborescent, mis en valeur en pièce de collection, extrait de la mine du nid de l'aigle ou du vent mystère, comté Placer, Californie. Taille: 5.5 x 4.5 x 2.5 cm.

Il garde un intérêt malgré son coût prohibitif pour les alliages de protection ou de revêtement de surface, les matériaux de haute technologie ou aéronautique (treillis de hublot d'avions), le matériel ou l'usage scientifique (pièces d'appareillage, vaisselle, dépôt en phase vapeur, réflecteur IR...), en électronique (matériau conducteur hyperfin et stable, pour contact électrique ou test de rupture, pour puce électronique), en médecine (art des dentistes avec le matériel dentaire) et dans les procédés photographiques (conservation de longue durée). N'oublions pas aussi la numismatique (monnaies et médailles), la pharmacie ou pharmacopée, avec l'aurum nativum en gélules, pastilles ou solutions colloïdales...
Même si le système monétaire n'est plus mono-métallique ou depuis longtemps bimétallique, l'or, qui n'est donc plus un étalon monétaire, n'en garde pas moins un intérêt comme réserve métallique et moyen de thésaurisation, en pièces de collection ou lingots normalisés. Souvent mieux que les œuvres d'art (il est souvent présent dans les plus luxueuses), ce métal précieux reste une valeur refuge classique.
La teneur ou titre de l'or s'exprime en une teneur massique exprimée en "partie pour mille" ou millième autrefois en carat. Retenons que 24 carats correspond à 100 pour cent ou précisément 1000 pour mille.

### Histoire de l'or natif

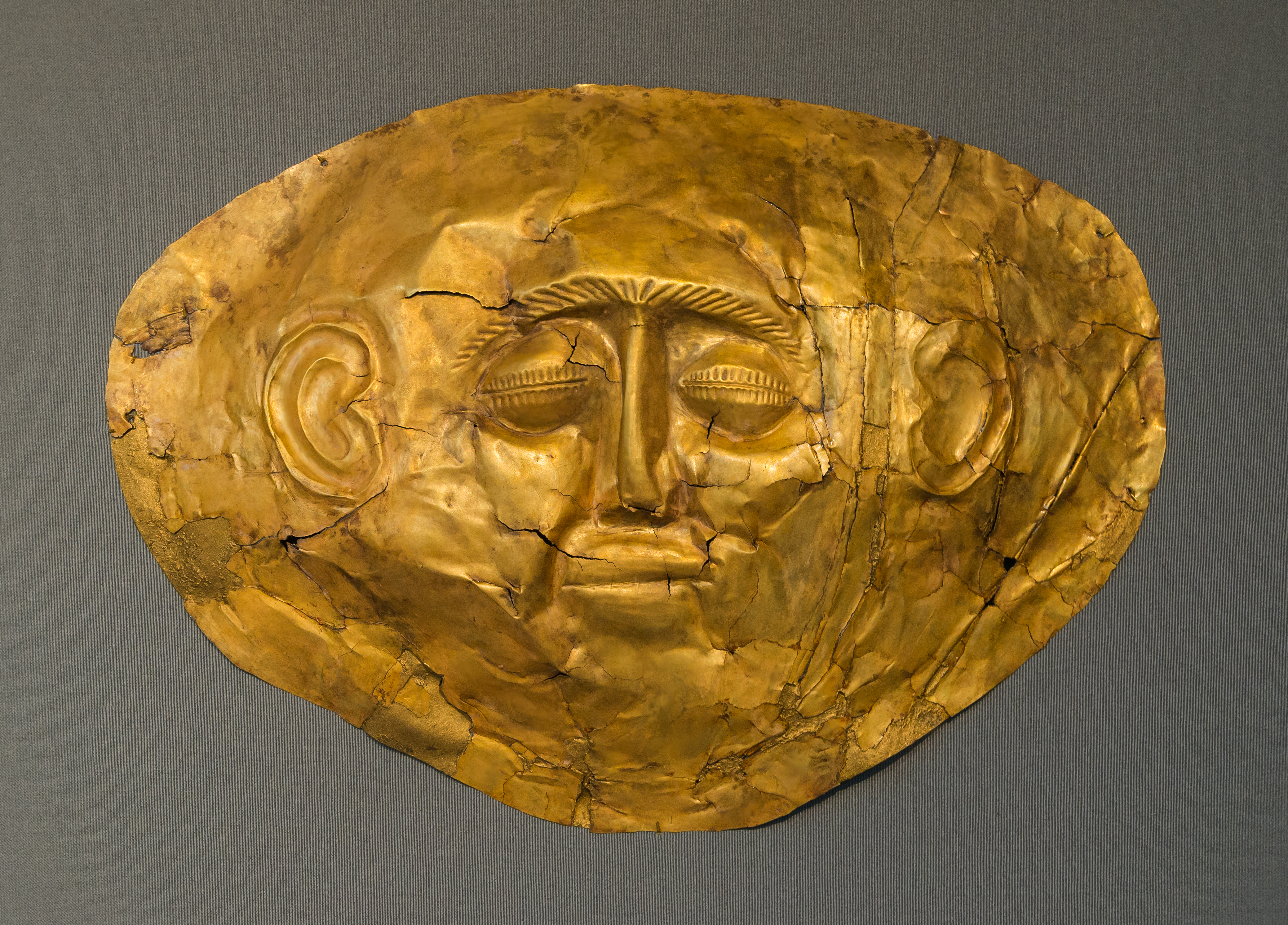
Masque d'or de Mycènes, art funéraire en or natif,

Bien avant de servir comme moyen de thésaurisation et/ou d'étalon de masse (barre, lingot) ou monétaire (pièces en Égypte antique du IIIe millénaire ou Grèce de l'époque classique), l'or natif a été employé dans des objets usuels ou rituels (vaisselles, outils, masques, statue, bijoux...), gardé ou montré sous forme de bijoux ou de collier/bracelet. L'or de Nubie vers - 2700 avant J.-C. a justifié la conquête territoriale de ce "pays de l'or (nub)" par le pouvoir égyptien, qui pratiquait la frappe de pièces d'or depuis environ 700 ans, c'est-à-dire - 3400 avant J.-C.
Les "aurières" sont des mines d'or antiques ou éventuellement leurs reliquats terrestres. Le monde gaulois possédait de fines techniques qui stupéfiaient le monde romain. Même après la conquête romaine, les élites ne parvenaient pas à comprendre ou expliquer les multiples capacités de productions rurales de ce métal.
Le monde gréco-latin nous a laissé un vocabulaire étendu sur ce beau métal solaire, à commencer par aurifabria (orfèvrerie), aurum filatum (or filé en fil d'or), aurum ductile (or ductile étiré en fil), aurum tractile (or étiré), aurotextilis (drap d'or, tissus d'or), aurifrigia (frange d'or), aurum argento (alliage Au Ag)...

### Symbolique
L'or a conservé un grand pouvoir symbolique et spirituel, peut-être accru, dans le monde chrétien, il préside à la vision nette et claire du monde étendu au-delà du sens tactile, un œkoumène où devrait régner les vertus et qualités chrétiennes essentielles (foi, justice, tempérance, charité, clémence, humilité) parfois oublié par l'Église ou l'assemblée des hommes. L'or devient le symbole garant de l’amour, de la générosité et de l'altruisme, de la richesse thésaurisée, de la splendeur des princes et de la prospérité affichée, de la noblesse et de la chevalerie, de la gravité de l'existence comme de la joie de vivre, de la constance, de la solidité et de la longévité des institutions et des liens engagés dans la formation des groupes.

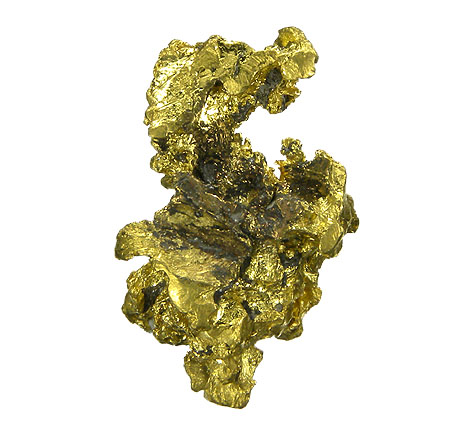
Or natif en forme de cheval marin de la mine Eureka ou Mississippi, Big Oak Flat, comté Tuolumne, Californie